# Роуп-джампінг
Роуп-джампінг (англ. ropejumping від rope — «шнур» і jumping — «стрибання», «стрибок») — відносно молодий напрямок екстремального спорту, який полягає у здійсненні стрибка з висотних об'єктів природного та промислового походження з використанням професійного альпіністичного спорядження: альпіністичних шнурів, карабінів, систем та іншого спорядження. Для безпечної зупинки падіння під час стрибка використовуються різні методи навіски системи (залежно від об'єкту звідки здійснюється стрибок). За певних умов роуп-джампінг дозволяє здійснювати під час польоту стрибка елементи акробатики. Вперше принцип роуп-джампінгу був винайдений та сформований Деном Османом  у 1989 році.

## Спорядження та принципи використання
Для здійснення роуп-стрибків використовується лише професійне альпіністичне спорядження, яке потребує постійного контролю, періодичного огляду та спеціальних умов зберігання. Залежно від об'єкту звідки здійснюється стрибок формується перелік спорядження, необхідного для проведення роуп-джампінгу. Здійснюються оцінка безпеки та необхідні розрахунки траєкторії стрибка, висоти точки зупинки польоту та інших необхідних даних. Перед кожним стрибком здійснюється візуальний та технічний контроль кожного елементу системи для стрибка. Використання альпіністичного спорядження розширює коло об'єктів, які можуть бути придатними для здійснення роуп-джампінгу, на відміну від інших споріднених видів екстремальних стрибків. У більшості випадків роуп-джампінгу стрибки здійснюються з мостів, висотних промислових та житлових об'єктів, зі скель. В основі здійснення безпечного стрибка покладений принцип «маятника». За рахунок принципу «маятника» та динамічності альпіністичних шнурів відбувається погашення динамічного навантаження від ривка, що дозволяє забезпечити безпеку стрибуна.

## Практика і висоти
Окрім суто спортивного призначення роуп-джампінг найчастіше існує як розважальний атракціон. Стрибки можуть виконуватись:
- На природному ландшафті зі скель, геометрія яких дозволяє стрибки (вертикальні або увігнуті скелі тощо)
- На лісових пригодницьких трасах (так звані «тарзанки»), з платформ, прикріплених до стовбура дерева та з вертикальної сітки на висоті декількох метрів
- З більш високих точок, як міст або віадук, іноді їх називають «гігантськими гойдалками» або просто «гойдалками», на значних висотах в кілька десятків або навіть сотні метрів,  на кшталт обладнаної для стрибків «GigaSwing» платформи на середині мосту Titan RT у Гарці, Німеччина.[2]
- В розважальних центрах або «Луна-Парках», де троси для гойдання закріплюються між двома високими пілонами.

## Небезпека
Ден Осман загинув 1998 року під час виконання подібної вправи.

## Об'єкти для стрибків в Україні

### Працюють у 2022 році:
1. «Arena Lviv» — офіційний об'єкт для стрибків з мотузкою в Україні в чашу стадіону "Арена Львів[4]" в м. Львів. Заснований командую роупджамперів-альпіністів "KAVA" у 2016 р. Висота від екзиту до землі 34 м, вільного падіння приблизно 15  м. Стрибки проходять майже кожних вихідних протягом всього року. Відео.
2. Промисловий об'єкт «Труба» висотою 75 м. в м. Дніпро. Об'єкт заснований командою роупджамперів-альпіністів «KAVA» у 2021 році. Висота від екзиту до землі 75 м, вільного падіння приблизно 45 м. Стрибки проходять кожного місяця протягом всього року в двох варіантах, з 35 м. та з 75 м. Відео.

### Не працюють у 2022 році:
1. Кайдацький міст[5] в м. Дніпро. Об'єкт заснований командою роупджамперів-альпіністів «KAVA» у 2018 р. Висота від екзиту до води 28 м, вільного падіння приблизно 16 м. Стрибки організовувалися щомісячно з 2018 по 2022 р. Відео.
2. «Міст-Сіті Центр»[3]" в м. Дніпро. Об'єкт заснований командою роупджамперів-альпіністів «KAVA» у 2015 р. Висота від екзиту (даху вежі) до землі 70 м, вільного падіння приблизно 30 м. Стрибки організовувалися з 2015 по 2017 р. Відео.
3. Промисловий об'єкт «Труба» висотою 100 м. труба заводу «Сірка» у Рясне-2, м. Львів. Об'єкт заснований командою роупджамперів-альпіністів «KAVA» у 2019 р. Висота від екзиту до землі 100 м, вільного падіння приблизно 50 м. Стрибки організовувалися з 2019 р. по 2021 р. Відео.
4. Міст «Стрімка лань» [6] місто Кам'янець-Подільський, Україна (найвищий міст України). Висота від екзиту до води 54 м, вільного падіння приблизно 30 м. Стрибки організовувалися з 2012 р. по 2022 р. командами KAVA, X-sport, Active-Day. Відео 1. Відео 2.
5. Промисловий об'єкт «Труба» висотою 126 м. у м. Запоріжжя. Це найвищий в Україні не природній (штучний) об'єкт для стрибків з мотузкою. Висота від екзиту до землі 120 м, вільного падіння приблизно 70 м. Стрибки організовувалися з 2012 р. по 2022 р. командами Rock&Rope, KAVA, Extreme Adventures team. Відео 1. Відео 2.
6. Арковий міст[7], м. Запоріжжя. Висота від екзиту до води 42 м, вільного падіння приблизно 25 м. Стрибки організовувалися з 2007 р. по 2022 р. командами Rock&Rope, KAVA, Extreme Adventures team, Залізний міст та іншими. Єдиний подібний об'єкт в Україні де можна було стрибати одному, тандем вдвох або парні паралельні стрибки. Відео 1. Відео 2. Відео 3.
7. Водоспад Пробій[8] у м. Яремче. Висота від екзиту до води 15 м, вільного падіння приблизно 8 м. Стрибки організовувалися з 2013 р. по 2021 р. командами ActiveDay та KAVA. Відео.
8. Хімсільмаш, м. Львів. Відео.
9. Парковий міст[9], м. Київ. Висота від екзиту до води 26 м, вільного падіння приблизно 15 м. Стрибки організовувалися з 2012 р. по 2022 р. командами Bezmezh, KAVA та іншими. Відео.
10. «Вежа Любові» висотою 80 м, знаходиться 8 км від Харкова. Висота від екзиту до землі 75 м, вільного падіння приблизно 45 м. Стрибки організовувалися з 2020 р. по 2021 р. командою KAVA. Відео.
11. Стадіон "Металіст Арена"[10], м. Харків. Стрибки в чашу стадіону. Висота від екзиту до землі 34 м, вільного падіння приблизно 15 м. Стрибки організовувалися з 2020 по 2021 р. командою kharkov_extreme_club.
12. Промисловий об'єкт Труба 125 м, знаходиться за 80 км за м. Харків, сел. Первомайськ. Висота від екзиту до землі 120 м, вільного падіння приблизно 70 м. Стрибки організовувалися з 2017 р. по 2021 р. командами KAVA та Rock&Rope. Відео.
13. Покинутий 14-поверховий будинок, м. Дніпро. Знаходиться по вул. Гавриленко (Шкільна) 10. Цей дім ще називали «дім-привид». Дім покинутий з 1996 року, був демонтований у 2018 р. Висота від екзиту до землі 50 м, вільного падіння приблизно 30 м. Стрибки організовувалися з 2010 р. по 2017 р. командами KAVA, Extreme Adventures team, Літаючий слон. Відео.
14. Покинутий 9-поверховий будинок, м. Дніпро. Знаходиться на ж/м Тополя-1. Цей дім ще називали «печка». Висота від екзиту до землі 30 м, вільного падіння приблизно 15 м. Стрибки організовувалися з 2015 р. по 2017 р. командою KAVA.
15. Покинута лікарня по вул. Кротова, м. Дніпро. Висота від екзиту до землі 30 м, вільного падіння приблизно 15 м. Стрибки організовувалися з 2013 р. по 2017 р. командою KAVA.
16. Південний міст,[11] м. Дніпро. Об'єкт заснований командою роупджамперів-альпіністів 2010 р. Висота від екзиту до поверхні води 28 м, вільного падіння приблизно 15 м.  Стрибки організовувалися з по 2014 р. командою KAVA та Літаючий слон. Відео.
17. Міст 27 м. у м. Кам'янське, по автошляху Т0412. Висота від екзиту до поверхні води 27 м, вільного падіння приблизно 15 м. Стрибки організовувалися щомісячно з 2009 по 2014 р. Відео.
18. Скелі Качі-Кальон, в 12 км від міста м. Бахчисарай, АР Крим. Природний об'єкт висотою близько 120 м. Об'єкт заснований командою роупджамперів-альпіністів у 2009 р. Висота від екзиту до землі 120 м, вільного падіння приблизно 80 м. Стрибки організовувалися кожного літа командами KAVA, Rock&Rope, Extreme Adventures team, Sayaaa, Rapt та інші.
19. Біла скеля (Ак-кая), АР Крим. Природний об'єкт висотою близько 120 м. Об'єкт заснований командою роупджамперів-альпіністів у 2009 р. Висота від екзиту до землі 120 м, вільного падіння приблизно 80 м. Стрибки організовувалися кожного літа командами KAVA, Rock&Rope, Extreme Adventures team, Sayaaa, Rapt та інші.
20. Скеля «Червоний Камінь», АР Крим.
21. Скеля у м. Сімеіз.
22. Скеля Ай-Петрі, АР Крим.
23. Мис Фіолент, АР Крим.
24. Ай-Петрі, АР Крим.
25. Скеля Шаан-Кая, поблизу м. Алупка, АР Крим. Найвищий природний об'єкт для стрибків в Україні.
26. Труба у м. Одеса.
27. Першотравневий міст, м. Одеса.
28. Adrenalin Hotel — офіційний об'єкт для стрибків з мотузкою з даху будівлі.

## Найвищі об'єкти в світі з яких було здійснено стрибки
- Скеля «Похила вежа» парк Йосеміті, Каліфорнія, США. Стрибки у виконанні Дена Османа.
- Скеля Кєраг Норвегія. Стрибки за участю команд "Rock & Rope jumping team" і "R.A.P.T." (світовий рекорд роуп-джампінгу) [12] у 2010 році. Висота вільного падіння 288 м, загальна висота 360 м.
- Скеля Шаан-кая, Крим Україна. Стрибки за участю українських і російських команд.
- Міст «Стрімка лань» [6] місто Кам'янець-Подільський, Україна (найвищий міст України). Висота 54 м.
- Промисловий об'єкт - труба заводу "Сірка", Львівська обл. м.Новояворівськ, висота 100 м. Стрибки за участю Львівських команд KAVA та Skevs.
- Ущелина Монт Ребей 425 м.  Команда Rock&Rope та Pyrenaline (Франція).

## Зображення

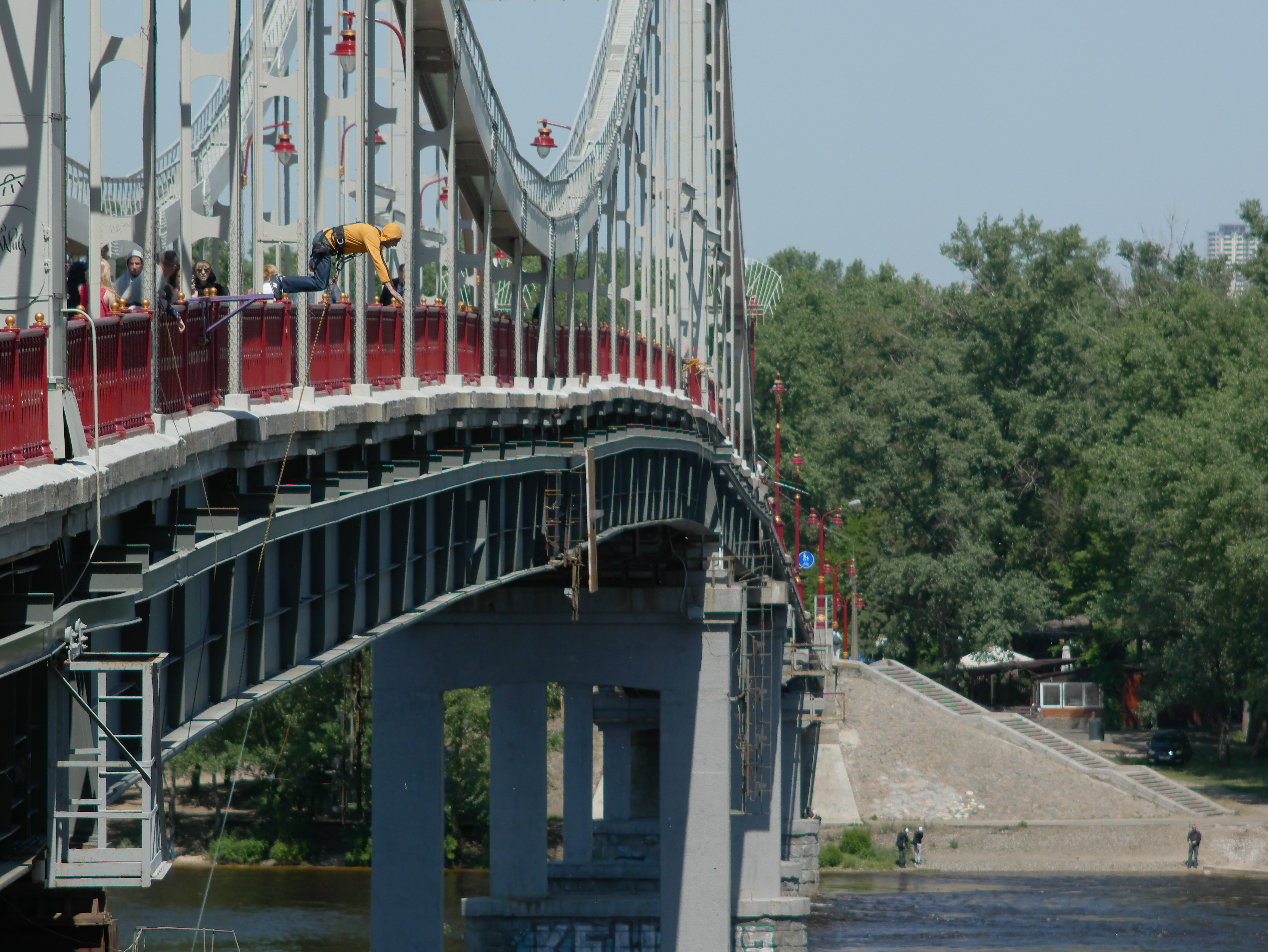
Роуп-джампінг на Парковому пішохідному мосту у Києві
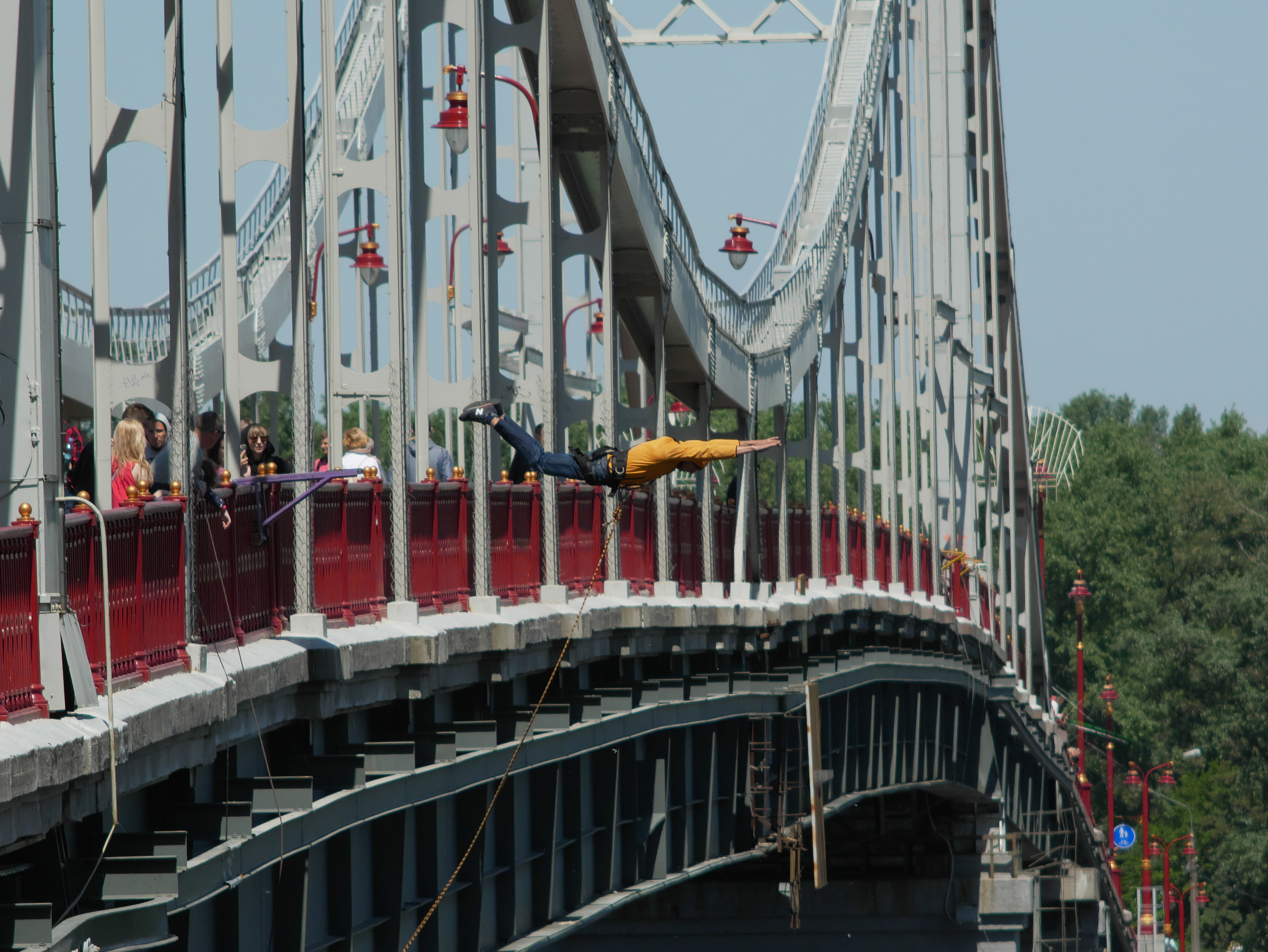
Роуп-джампінг на Парковому пішохідному мосту у Києві
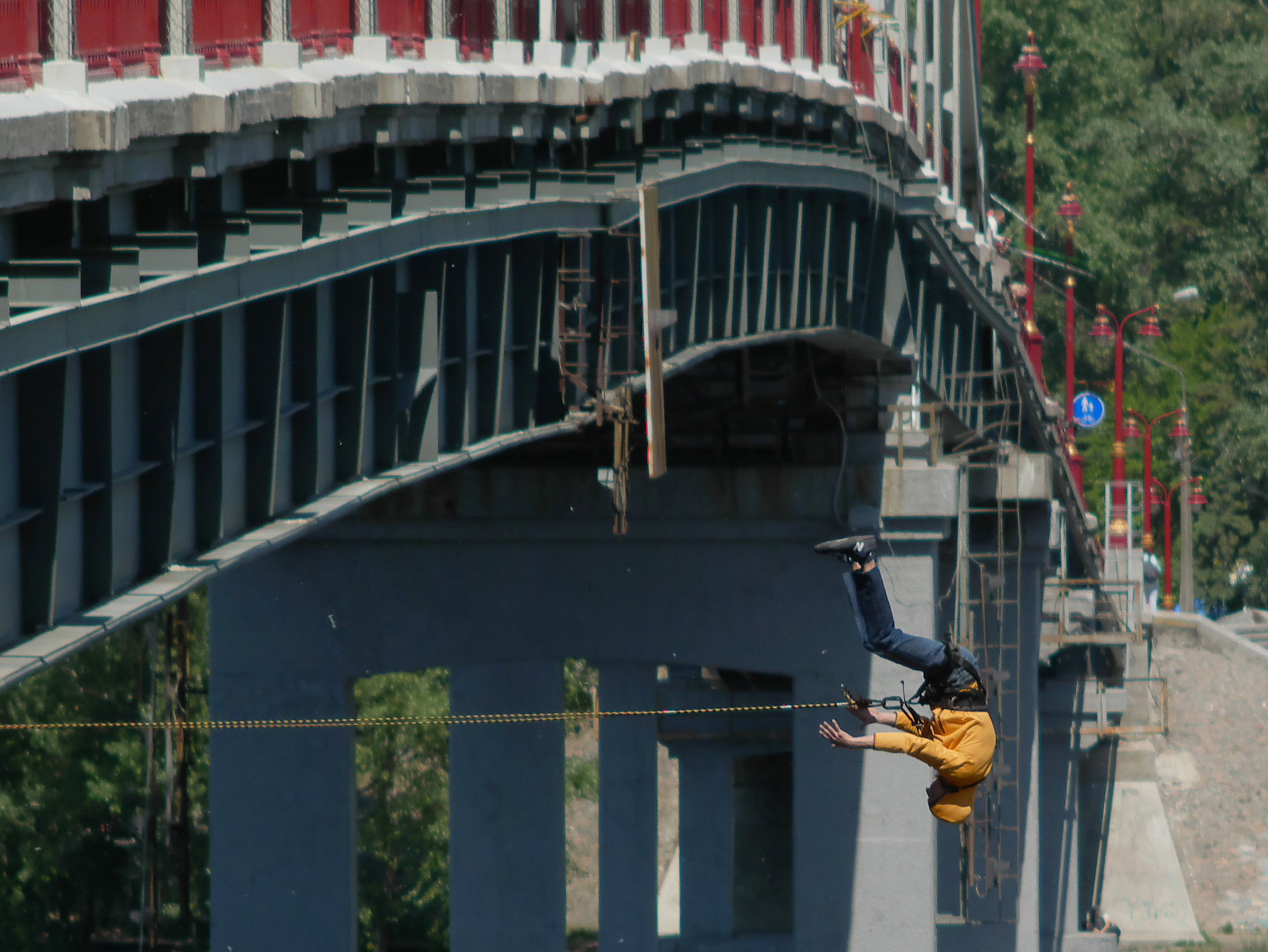
Роуп-джампінг на Парковому пішохідному мосту у Києві
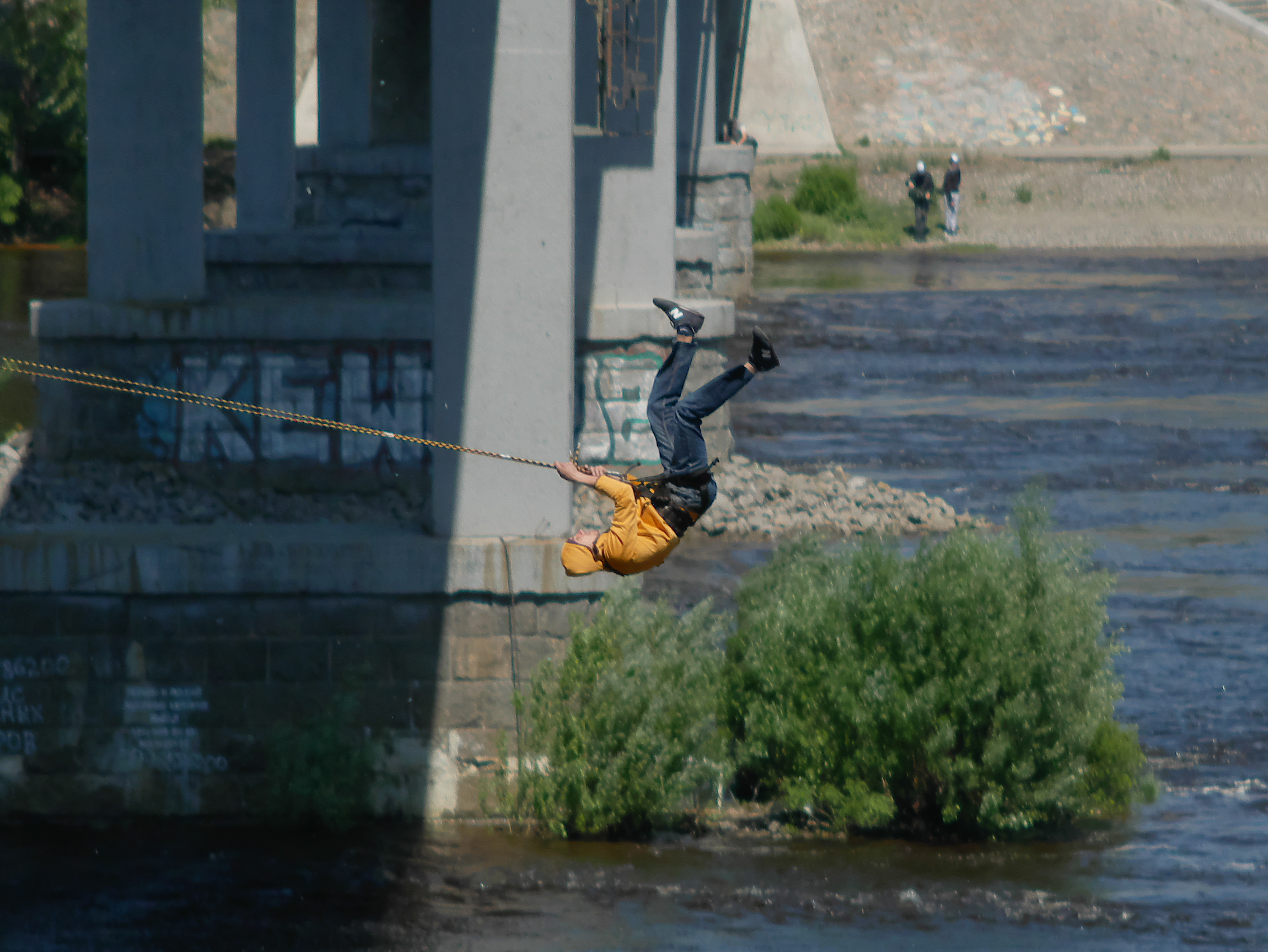
Роуп-джампінг на Парковому пішохідному мосту у Києві